# هيئة دبي للثقافة والفنون
هيئة دبي للثقافة والفنون (دبي للثقافة) هي هيئة محلية تابعة لحكومة دبي في دولة الإمارات العربية المتحدة، لتكون الهيئة المعنية بشؤون الثقافة والفنون والتراث والآداب في إمارة دبي، ولدفع عجلة نمو المشهد الفني والثقافي في الإمارة.

## لمحة عامة
تأسست هيئة دبي للثقافة والفنون في 8 مارس 2008 وفق قانون رقم (8) لسنة 2008 الذي أصدره محمد بن راشد آل مكتوم، نائب رئيس الدولة، رئيس مجلس الوزراء حاكم دبي. وتعمل دبي للثقافة على تعزيز مكانة دبي كمدينة عالمية للثقافة والتراث والفنون، وتسعى لتطوير مشاريع ومبادرات نوعية وإبداعية محلياً وإقليمياً وعالمياً ومد جسور الحوار البنّاء بين مختلف الحضارات والثقافات. كانت الهيئة جزءًا من إستراتيجية دبي للتنمية الثقافية لعام 2015. في 5 سبتمبر 2019 تم تعيين لطيفة بنت محمد بن راشد آل مكتوم رئيساً لهيئة دبي للثقافة والفنون، وفي 23 أبريل 2019 تم تعيين هالة بدري مديراً عاماً لهيئة دبي للثقافة والفنون.

## المشاريع
- برنامج الفنان المقيم - دبي: هي إقامة فنية سنوية للفنانين والقيمين المعارضين في الإمارات العربية المتحدة وأماكن أخرى، على أن يكون مقرها في حي الفهيدي التاريخي للعمل معًا وإنتاج أعمال جديدة.[5]

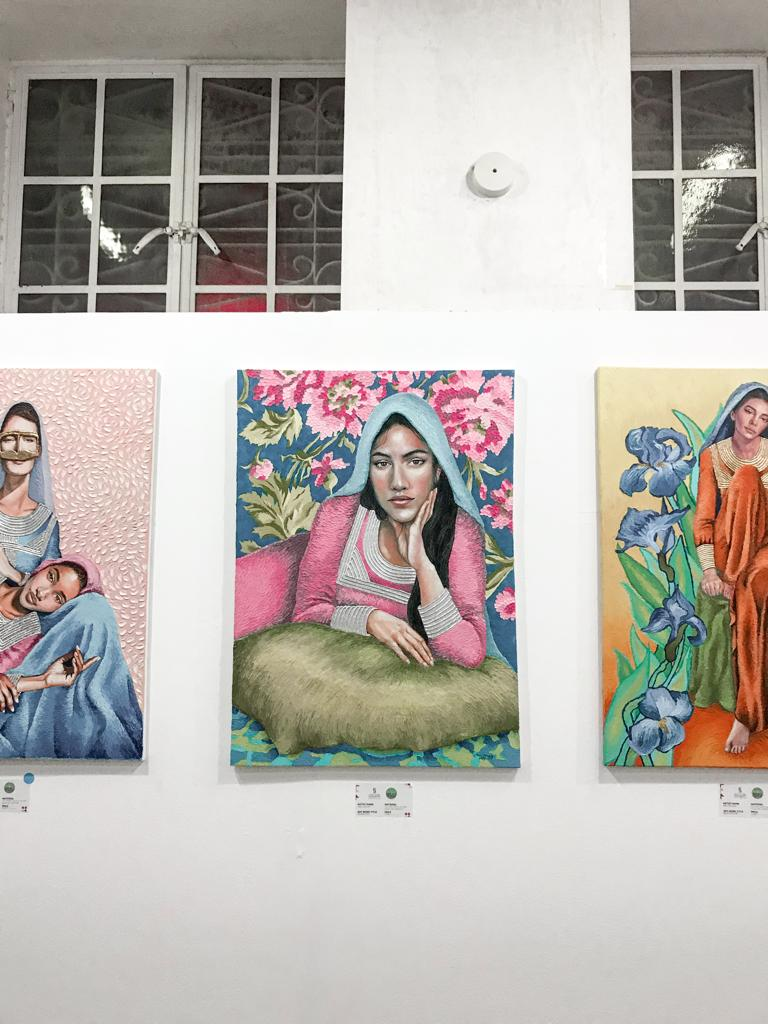
الاعمال الفنية في معرض سكة الفني

- الاعمال الفنية في معرض سكة الفنيمعرض سكة الفني: حدث سنوي يقوم بعرض أعمال فنانين ناشئين من دولة الإمارات العربية المتحدة في مجال الفنون البصرية والعروض والموسيقى والأفلام.[6]
- متحف مستشفى آل مكتوم: تم الإعلان عن الخطط في أوائل عام 2014 لإنشاء أول متحف متخصص للحفاظ على تاريخ المستشفى في دولة الإمارات العربية المتحدة. سيقع المتحف داخل مبنى المستشفى الأصلي الذي تم بناؤه عام 1951.[7]
- مهرجان دبي لمسرح الشباب: مهرجان سنوي يهدف إلى تعزيز المواهب المسرحية المحلية.[8]
- موسم دبي الفني: احتفال مدته أسبوع بالفنون والثقافة في الإمارة، ويضم أحداثًا رئيسية مثل آرت دبي وأيام التصميم دبي وكوميكون الشرق الأوسط، ومعرض سكة الفني.[9]

عدة لوحات معلقة داخل محطة الغبيبة في مترو دبي

- عدة لوحات معلقة داخل محطة الغبيبة في مترو دبيمتحف مترو دبي: أعلن محمد بن راشد آل مكتوم عن المشروع في عام 2014 لتحويل محطات مترو دبي إلى متاحف فنية، تعرض الأعمال الفنية والإبداعات من مختلف الأنواع الفنية.[10]
- دبي قادمة: مجموعة من النقاشات التفاعلية والمحادثات الثقافية بقيادة العديد من الشخصيات الثقافية للتأكيد على هوية دبي العالمية كمركز للابتكار في المشهد الإبداعي. نُظمت أول نسختان في باريس وبازل، وأقيمت النسخة الثالثة خلال الأسبوع الافتتاحي لمعرض إكسبو ميلانو ومساء بينالي البندقية السادس والخمسين.[11]
- مهرجان المرموم: يقام في "محمية المرموم الصحراوي" ويهدف المهرجان إلى فتح آفاق واسعة أمام صنّاع الأفلام، وتوفير منصّة قادرة على تمكين أصحاب المواهب والمبدعين من عرض أعمالهم وقصصهم أمام الجمهور، ما يسهم في تحقيق رؤية دبي الثقافية.[12]
- مشروع "مدارس الحياة" :مبادرةً تهدف إلى تعزيز المهارات الثقافية والإبداعية والحياتية لكافة أفراد المجتمع في دبي عبر توفير بيئة تعليمية مبتكرة تقدم مجموعة من الورش التفاعليةفي مكتبات دبي العامة على مدار العام. وتركز المرحلة الأولى من المشروع على ثلاث مكتبات في دبي، هي: مكتبة الصفا للفنون والتصميم ومكتبة الطوار ومكتبة المنخول.[13]
- مشروع "ثقافة دبي وتراثها": أطلقت الشيخة لطيفة بنت محمد بن راشد آل مكتوم، مشروع "ثقافة دبي وتراثها" على منصة "غوغل للفنون والثقافة " (Google Arts & Culture)، وتعمل Google Arts & Culture مع أكثر من 2000 مؤسسة ثقافية حول العالم للمساعدة في جعل ثقافات العالم وتراثه في متناول الجميع ، وتشكل منصة "ثقافة دبي وتراثها"نافذةً تسمح للجمهور بالاطلاع على المحتوى الثقافي لإمارة دبي من خلال800 صورة عالية الدقة،و 70 مقالاً باللغتين العربية والإنجليزية، توثق تاريخ دبي وحاضرها بأعين مواطنيها والمقيمين فيها[14]
- برنامج "منحة دبي الثقافية" أطلقت الشيخة لطيفة بنت محمد بن راشد آل مكتوم برنامج "منحة دبي الثقافية" ،في عام 2024، والتي تعمل على تطوير قطاع الثقافة والفنون ودعم المجتمعات الإبداعية من خلال توفير منح قيمتها 180 مليون درهم، سيتم توزيعها على مدار عشر سنوات وتسخيرها لدعم أصحاب المواهب المحلية في مختلف مجالات الصناعات الثقافية والإبداعية.[15]
- مبادرة "كتابي كتابك"وهي مبادرة انطلقت في جميع أفرع مكتبات دبي العامة وتهدف إلى تحسين الخدمات المقدَّمة في المكتبات العامة بدبي كجزء من التزامها بتطوير مشاريع تسهم في تحقيق رضا المتعاملين وتعزيز رفاهية المجتمع باعتبارها أولوية غاية في الأهمية في دبي ودولة الإمارات العربية المتحدة.[16]

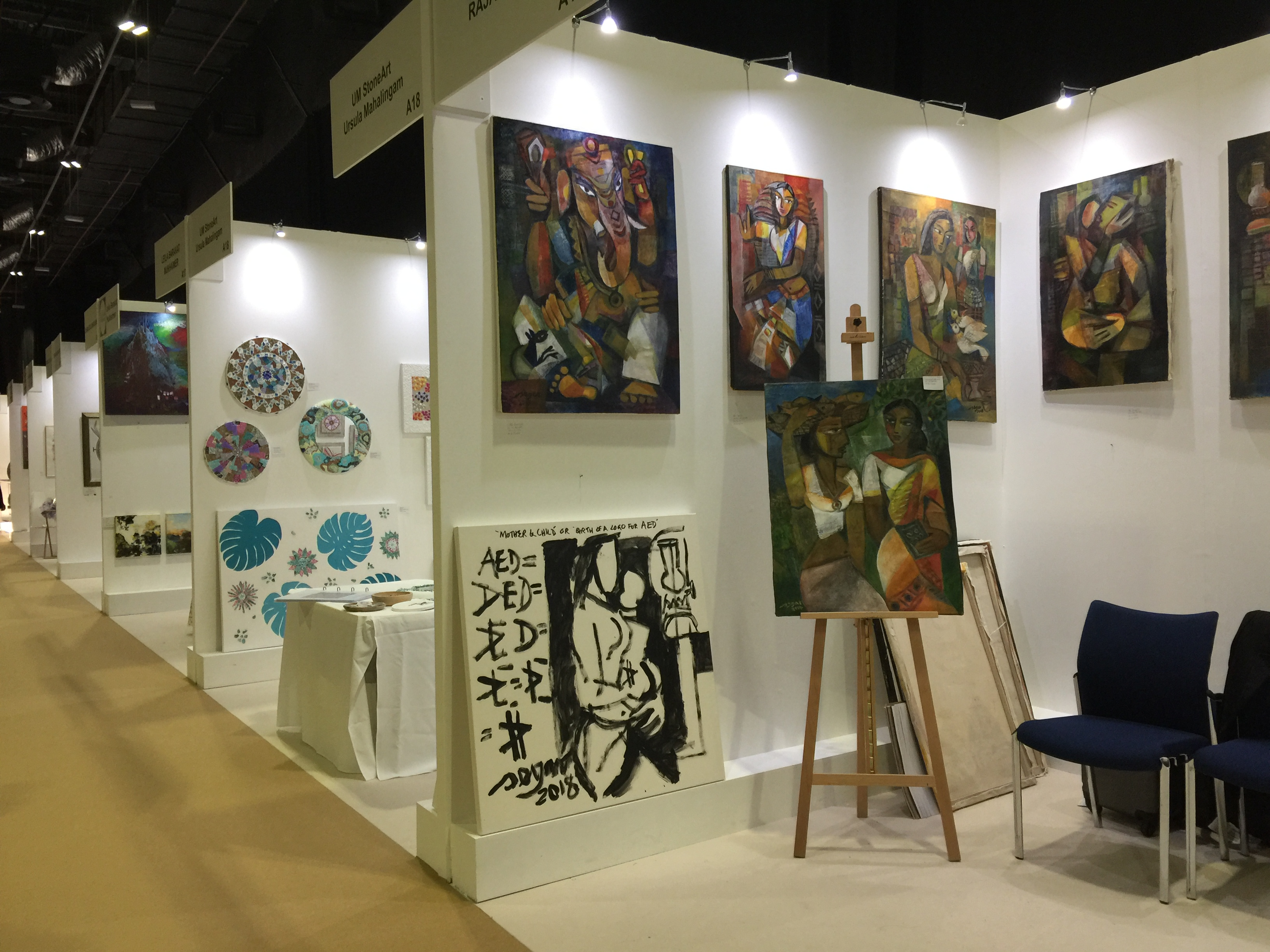
آرت دبي

بالإضافة إلى المشاريع التالية الخاصة بالهيئة:
- مراكز دبي للتنمية التراثية

- روح دبي

- الخدمات الفنية المتخصصة في اكتشاف المواهب

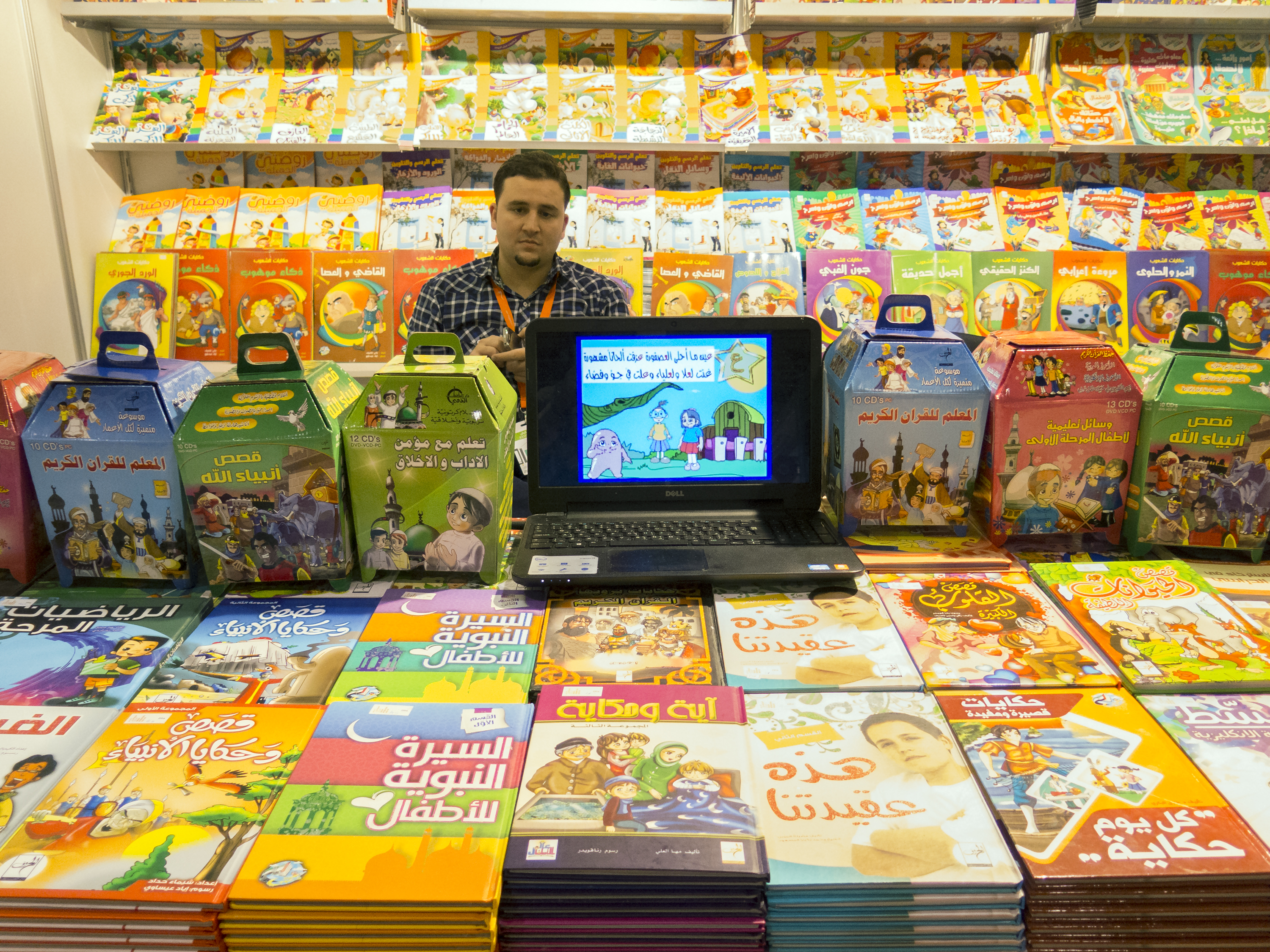
معرض الشارقة الدولي للكتاب

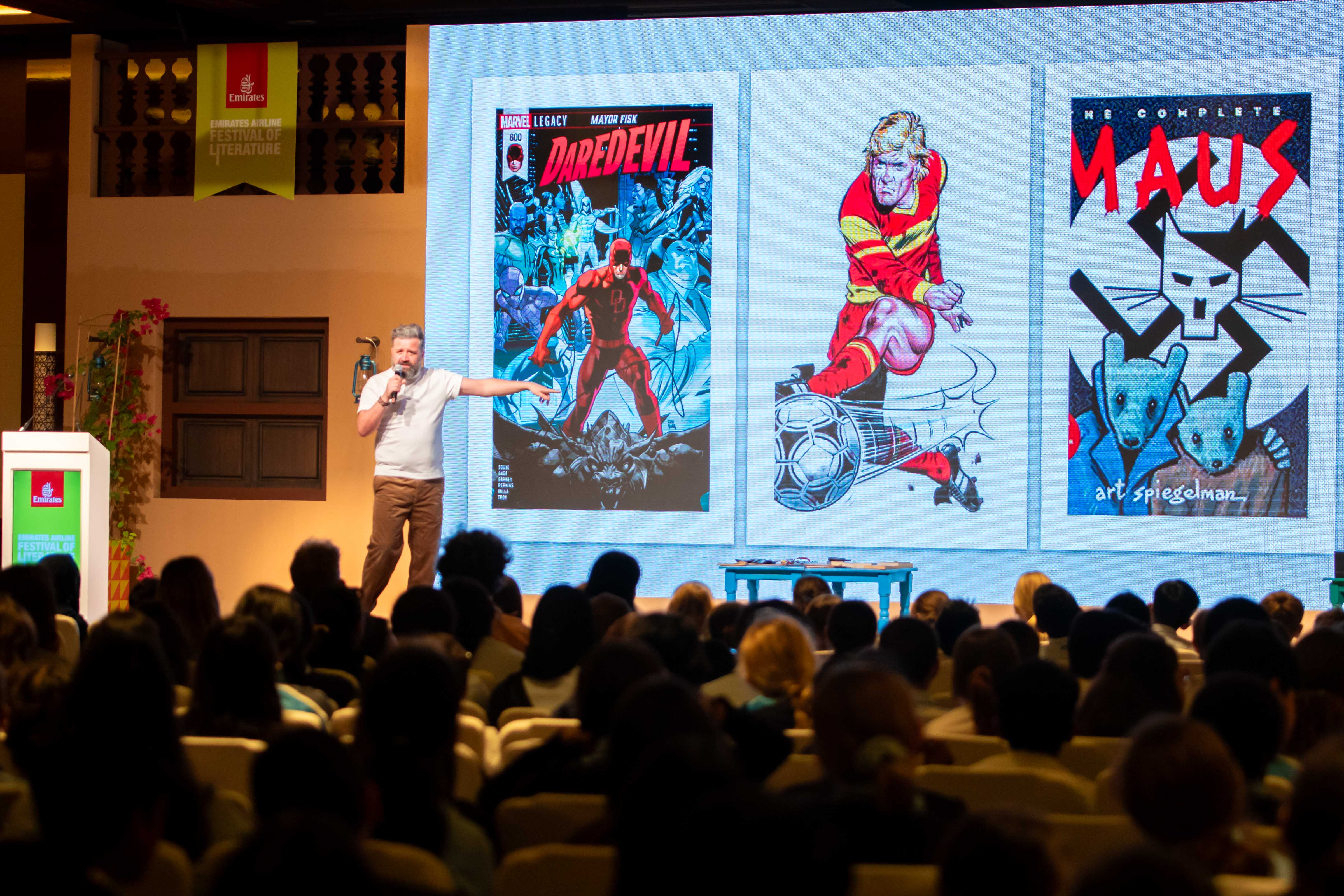
مهرجان طيران الإمارات للآداب

- معرض دبي الدولي للخط العربي

- مهرجان انفوجرافيك الشرق الأوسط

- مسابقة لقطات مبدعة

- برنامج التدريب الصيفي

- لنبدع معاً

ومن أبرز الفعاليات المشتركة:
- حافلة الفن
- آرت دبي
- داون تاون ديزاين
- فنون العالم دبي
- مهرجان طيران الإمارات للآداب
- مهرجان طيران الإمارات للآدابمهرجان دبي وتراثنا الحي
- صندوق القراءة
- أكس دبي
- أسبوع الاقتصاد الإسلامي
- معرض الشارقة الدولي للكتاب
- مهرجان الفخار الثقافي
- ليلة الأفكار
- أيام الشندغة

## المواقع التراثية والثقافية
تلتزم دبي للثقافة بمسؤوليتها للحفاظ على التراث المادي وغير المادي لإمارة دبي والاحتفاء بتاريخها العريق وتسعى من خلال المواقع التراثية والثقافية إلى تعريف العالم بتاريخ دبي النابض وترسيخ مكانتها الثقافية العالمية. حيث تتولى دبي للثقافة إدار المتاحف في إمارة دبي، من أبرزها متحف الاتحاد ومتحف الشندغة بالإضافة إلى عدد من المواقع التراثية في إمارة دبي، منها: حي الفهيدي التاريخي وحي الشندغة التاريخي والتي تعكس تراث الإمارة العريق. كما تتولى دبي للثقافة إدارة مكتبات دبي العامة التي تضم 8 مكتبات عامة، وهي: مكتبة الطوار، ومكتبة الراشدية، ومكتبة هور العنز، ومكتبة الصفا للفنون والتصميم، ومكتبة الراس، ومكتبة المنخول، ومكتبة أم سقيم، ومكتبة حتا. لتوفر تجارب ثقافية ثرية لزوارها من المواطنين والمقيمين والسياح.
وفي 2024تم إطلاق مشروع "متحف دبي للتصوير"، الذي يعتبر الأول من نوعه على مستوى دولة الإمارات، ويهدف إلى دعم قطاع المتاحف في دبي، وتوثيق تاريخ التصوير في المنطقة والعالم، وعرض مجموعة فريدة من المقتنيات المتعلقة بها.

## الاستدامة
تلتزم هيئة الثقافة والفنون في دبي بتطبيق استراتيجية متكاملة ومنظومة لإدارة الاستدامة  لدعم توجهات إمارة دبي وأهداف الدولة للتنمية المستدامة 2030، وإدارة تأثيراتها الاجتماعية والبيئية والاقتصادية لأنشطتها وتعزيز جهودها ومبادراتها الهادفة  لخدمة المجتمع والحفاظ على البيئة ودعم تحقيق نمو الاقتصاد الإبداعي بإمارة دبي

## جوائز وتقييمات
- فازت مكتبات دبي العامة التابعة للهيئة بجائزة التفوق في مبادرة (اعلم) أكبر اتحاد مهني وعلمي للمكتبات والمعلومات في الوطن العربي، لتكريم المكتبات المتفاعلة مع أزمة كورونا 2020.[22]
- حصلت دبي للثقافة على 6 جوائز من بينها أربع جوائز ذهبية وفضية وبرونزية من جوائز ترانسفورم لمنطقة الشرق الأوسط وشمال أفريقيا 2021.[23]
- أربع شهادات اعتماد في المواصفات القياسية الدولية (أيزو) وذلك في أنظمة إدارة استمرارية الأعمال، وإدارة المخاطر، وأنظمة إدارة الشركات، ونظام إدارة الحوكمة المؤسسية.[24]
- جائزتين خلال مؤتمر غوف ميديا في سنغافورة 2024 حيث حصلت الهيئة على (جائزة أفضل مبادرة ثقافية في الإمارات وجائزة حملة العام) فئة الثقافة والفنون.[25]
- حصلت هيئة الثقافة والفنون في دبي على جائزتين من جوائز «التألق العالمية للموارد البشرية»، ضمن «جوائز التألق العالمية 2025»، التي تُقام سنوياً في المملكة المتحدة، وذلك تقديراً لإبداعاتها وتميزها في مجال الموارد البشرية[26]
- حصلت هيئة الثقافة والفنون في دبي «دبي للثقافة» على شهادة المواصفات القياسية الدولية «آيزو» في «نظام إدارة الابتكار» (ISO 56001:2024) لتكون بذلك أول جهة حكومية في العالم تحصل على هذه المواصفة عبر «LRQA» التي استحدثت خلال الربع الأخير من العام 2024 بهدف توفير إطار منظم للمؤسسات لتحفيزها على تأسيس وتنفيذ وصيانة وتحسين نظام إدارة الابتكار لديها.[27]
- فازت هيئة الثقافة والفنون في دبي بـ 8 جوائز في "جوائز ستيفي الشرق الأوسط وشمال أفريقيا 2025"، التي تعد من أبرز الجوائز عالميا في مجال الابتكار والتميز المؤسسي.[28]

## روابط خارجية
- Culture in Dubai